# Октябрьское (Грозненский район)
Октя́брьское (чечен. Дай-Аре) — село в Грозненском районе Чеченской Республики. Административный центр Октябрьского сельского поселения.

## География
Село расположено у восточной оконечности Сунженского хребта, напротив западной окраины Заводского района города Грозный.
Ближайшие сёла: на севере и востоке — город Грозный, на юге — село Алхан-Кала, на юго-западе — село Закан-Юрт и на северо-востоке — село Красностепновское.

## История
Селение было основано в 1927 году. 

## Население
| 1990 | 2002  | 2010  | 2021  |
| ---- | ----- | ----- | ----- |
| 2968 | ↘2576 | ↗2971 | ↗4475 |

## Инфраструктура
Водопровод в ходе военных действий был разрушен, и жители села были вынуждены покупать привозную воду. В марте 2015 года в село была проложена линия водоснабжения. 

## Образование
- Октя́брьская муниципальная средняя общеобразовательная школа[10].